# SN 2005ko
SN 2005ko – supernowa typu Ia odkryta 28 października 2005 roku w galaktyce A235005-0055. W momencie odkrycia miała maksymalną jasność 22,60m.